# 宽扁壳蛞蝓
宽扁壳蛞蝓（学名：Philine otukai），又稱大塚薄泡螺，为壳蛞蝓科壳蛞蝓属的动物。

## 分佈
本物種分佈於黄海、東中國海及南中國海等海域，包括日本、朝鲜半島、台湾及越南。属于暖水性种类。牠們多栖息于潮间带到潮下带深水区细砂质底。